# Zathecus graphites
Zathecus graphites là một loài bọ cánh cứng trong họ Cerambycidae.